# 一目小僧

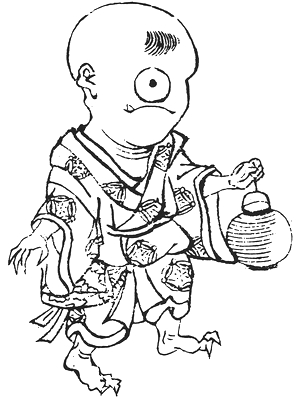
黃表紙中的一目小僧。北尾政美『夭怪着到牒』

一目小僧（一つ目小僧、ひとつめこぞう）是日本的妖怪，額頭的正中只有一隻眼睛的和尚頭小孩之姿。

## 概要
一般來說，只會突然出現嚇人，在妖怪中屬於比較無害的部類。也可說在性格和行動上和唐傘小僧相通。據說小僧之姿，源自第18代天台座主・良源化身的比叡山妖怪・一眼一足法師（一目入道）。

## 民間信仰
在關東地方，傳說舊曆2月8日和12月8日的事八日會出現，因此會在屋簷懸掛目籠，舉行退散的儀式。

## 脚注
1. ↑  多田克己. 京極夏彦・多田克己編 , 编. . 国書刊行会. 2000: 164–165. ISBN 978-4-336-04187-6.

## 關連項目
- 豆腐小僧